# Raingods with Zippos
Raingods with Zippos е шестият солов студиен албум на британския певец и бивш вокалист на Мерилиън – Фиш. Албумът е смятан за едно от най-добрите постижения на Фиш, в соловата му кариера, заедно с дебютния Vigil in a Wilderness of Mirrors. Издаден е през 1999 г. от компанията Roadrunner Records. В повечето от композициите на китара свири Стив Уилсън, основател и възлов член на групата Прокупайн Трий.

## Списък на песните
1. Tumbledown – 5:52
2. Mission Statement – 4:00
3. Incomplete – 3:44
4. Tilted Cross – 4:19
5. Faith Healer – 5:01
6. Rites of Passage – 7:42
7. "Plague of Ghosts – Part I: Old Haunts" – 3:13
8. "Plague of Ghosts – Part II: Digging Deep" – 6:49
9. "Plague of Ghosts – Part III: Chocolate Frogs" – 4:04
10. "Plague of Ghosts – Part IV: Waving at Stars" – 3:12
11. "Plague of Ghosts – Part V: Raingod's Dancing" – 4:16
12. "Plague of Ghosts – Part VI: Wake-Up Call (Make it Happen)" – 3:32

## Музиканти
- Дерек Уилям Дик – Фиш – вокали
- Стив Уилсън – китари (1,5,7,8,9,10,11 и 12)
- Bruce Watson – китари (1 и 2); мандолина (3)
- Тони Търел – пиано
- Мики Симъндс – пиано (5 и 6)
- Стив Ванцис -бас
- Дейв Стюърт – барабани
- Робин Боулт – китари (2,3,4 и 5)
- Тил Полмън – китари (2)
- Фил Грийв – китари (5)
- Дейви Кричтън – Виолина (5)
- Дейв Хасуел – перкусии
- Елизабет Антви – водещ вокал (3) беквокал (1)
- Никола Кинг – беквокал
- Тони Кинг – беквокал